# Zesticelus ochotensis
Zesticelus ochotensis és una espècie de peix pertanyent a la família dels còtids.

## Descripció
- El mascle fa 5,4 cm de llargària màxima i la femella 5,34.
- Nombre de vèrtebres: 27-28.
- És uniformement marró fosc, llevat del musell (lleugerament més pàl·lid), les aletes (negres) i la regió anal (blanca).[5]

## Hàbitat
És un peix marí i batidemersal que viu entre 1.000 i 1.845 m de fondària.

## Distribució geogràfica
Es troba al Pacífic nord-occidental: el sud-oest del mar d'Okhotsk.

## Observacions
És inofensiu per als humans.